# سباستین کوردرو
سباستین کوردرو (اسپانیایی: Sebastián Cordero)، (زاده ۲۲ می ۱۹۷۲) تدوین‌گر، فیلم‌نامه‌نویس و کارگردان اهل اکوادور است.
۳ عنوان فیلم موفق او شامل موش‌ها و جیب‌برها (۱۹۹۹)، کرونیکا (۲۰۰۴) و گزارش اروپا (۲۰۱۳) در جشنواره کن و جشنواره فیلم ساندنس اکران شدند.
کرونیکا(۲۰۰۴) در هفتاد و هفتمین دوره جوایز اسکار و بدون مرده کارناوالی نیست (۲۰۱۶) در هشتاد و نهمین دوره جوایز اسکار به عنوان نماینده سینمای اکوادور برای جایزه اسکار بهترین فیلم بین‌المللی معرفی شدند که البته در بین نامزدهای نهایی قرار نگرفتند.

## فیلم‌شناسی
- موش‌ها و جیب‌برها (۱۹۹۹)
- کرونیکا (۲۰۰۴)
- خشم (۲۰۰۹)
- ماهیگیر (۲۰۱۱)
- گزارش اروپا (۲۰۱۳)
- بدون مرده کارناوالی نیست (۲۰۱۶)